# Spengler Cup 2007
Der Spengler Cup 2007 (französisch Coupe Spengler 2007) war die 81. Auflage des gleichnamigen Wettbewerbs und fand vom 26. bis 31. Dezember 2007 im Schweizer Luftkurort Davos statt. Als Spielstätte fungierte die dortige Vaillant Arena. Insgesamt besuchten 75'671 Zuschauer die elf Turnierspiele, was einem Schnitt von 6'879 pro Partie entspricht.
Es siegte das Team Canada, das durch einen 2:1-Sieg im Finalspiel über Salawat Julajew Ufa das Turnier gewann. Bereits in der Qualifikation hatten die Kanadier die Partie knapp mit 3:2 für sich entschieden. Für das Team Canada war es nach zwei verlorenen Finalspielen in den Vorjahren der erste Sieg seit 2003 und der insgesamt elfte Titelgewinn seit 1984.
Der Russe Alexander Pereschogin in Diensten von Salawat Julajew Ufa war mit sechs Scorerpunkten, darunter drei Tore, erfolgreichster Akteur des Turniers.

## Modus
Die fünf teilnehmenden Teams spielten zunächst in einer Einfachrunde im Modus «jeder gegen jeden», so dass jede Mannschaft vier Spiele bestritt. Die beiden punktbesten Mannschaften nach Abschluss der zehn Qualifikationsspiele ermittelten schliesslich in einer zusätzlichen Partie den Turniersieger.

## Turnierverlauf

### Qualifikation
| 26. Dezember 2007 15:00 Uhr | Adler Mannheim J. Shantz (3:17) M. Kink (12:55) R. Corbet (48:51) | 3:2 (2:0, 0:1, 1:1) Spielbericht | HC Davos A. Daigle (29:58) M. Riesen (51:36) | Vaillant Arena, Davos Zuschauer: 7'146 |

| 26. Dezember 2007 20:15 Uhr | Team Canada R. Jackman (22:51) K. Law (27:35) J.-P. Vigier (32:57) S. Aubin (PS) | 4:3 n. P. (0:1, 3:1, 0:1, 0:0, 1:0) Spielbericht | HC Moeller Pardubice L. Pivko (15:53) T. Rolinek (22:18) M. Tvrdík (48:35) | Vaillant Arena, Davos Zuschauer: 6'841 |

| 27. Dezember 2007 15:00 Uhr | HC Moeller Pardubice | 0:5 (0:1, 0:2, 0:2) Spielbericht | Salawat Julajew Ufa A. Pereschogin (8:08) R. Nurtdinow (34:34) A. Pereschogin (37:38) W. Proschkin (42:23) I. Wolkow (50:51) | Vaillant Arena, Davos Zuschauer: 6'831 |

| 27. Dezember 2007 20:15 Uhr | HC Davos M. Maneluk (13:59) A. Ambühl (24:17) | 2:6 (1:1, 1:2, 0:3) Spielbericht | Team Canada M. Siklenka (8:36) Y. Tremblay (27:19) A. Benoit (30:43) D. McTavish (40:47) R. Keller (56:05) S. Aubin (58:32) | Vaillant Arena, Davos Zuschauer: 7'146 |

| 28. Dezember 2007 15:00 Uhr | HC Davos J. Kolník (48:13) | 1:3 (0:1, 0:1, 1:1) Spielbericht | HC Moeller Pardubice T. Rolinek (2:44) M. Hlinka (21:32) L. Pivko (51:46) | Vaillant Arena, Davos Zuschauer: 7'146 |

| 28. Dezember 2007 20:15 Uhr | Adler Mannheim C. Forbes (0:35) | 1:6 (1:2, 0:2, 0:2) Spielbericht | Salawat Julajew Ufa M. Tschernow (15:52) K. Kolzow (16:37) A. Sidjakin (25:03) A. Kuteikin (27:52) A. Schkotow (44:27) W. Proschkin (53:33) | Vaillant Arena, Davos Zuschauer: 6'032 |

| 29. Dezember 2007 15:00 Uhr | Salawat Julajew Ufa A. Kuteikin (13:16) O. Twerdowski (24:04) | 2:3 (1:2, 1:0, 0:1) Spielbericht | Team Canada Y. Sarault (14:19) S. Gamache (15:04) D. McTavish (47:07) | Vaillant Arena, Davos Zuschauer: 7'064 |

| 29. Dezember 2007 20:15 Uhr | HC Moeller Pardubice J. Cetkovský (13:34) M. Klejna (18:54) T. Rolinek (34:41) | 3:4 (2:0, 1:3, 0:1) Spielbericht | Adler Mannheim R. Girard (26:29) P. Schlager (28:23) R. Fata (36:56) E. Lewandowski (44:41) | Vaillant Arena, Davos Zuschauer: 6'027 |

| 30. Dezember 2007 15:00 Uhr | Team Canada R. Keller (22:34) A. Benoit (31:40) D. McTavish (44:19) S. Gamache (49:00) | 4:2 (0:1, 2:0, 2:1) Spielbericht | Adler Mannheim C. Forbes (16:39) P. Trépanier (40:44) | Vaillant Arena, Davos Zuschauer: 7'146 |

| 30. Dezember 2007 20:15 Uhr | Salawat Julajew Ufa A. Pereschogin (1:19) R. Nurtdinow (6:00) S. Tschistow (8:57) M. Tschernow (53:37) M. Blaťák (53:51) | 5:6 (3:1, 0:2, 2:3) Spielbericht | HC Davos N. Naumenko (7:57) J. Marha (22:55) L. Burkhalter (35:54) J. Marha (44:23) M. Riesen (45:27) J. Marha (57:25) | Vaillant Arena, Davos Zuschauer: 7'146 |

| Pl. |                      | Sp | S | OTN | N | Tore  | Punkte |
| --- | -------------------- | -- | - | --- | - | ----- | ------ |
| 1.  | Team Canada          | 4  | 4 | 0   | 0 | 17:09 | 8      |
| 2.  | Salawat Julajew Ufa  | 4  | 2 | 0   | 2 | 18:10 | 4      |
| 3.  | Adler Mannheim       | 4  | 2 | 0   | 2 | 10:15 | 4      |
| 4.  | HC Moeller Pardubice | 4  | 1 | 1   | 2 | 09:14 | 3      |
| 5.  | HC Davos             | 4  | 1 | 0   | 3 | 11:17 | 2      |

### Final
| 31. Dezember 2007 12:00 Uhr | Team Canada K. Law (26:08) R. Keller (30:05) | 2:1 (0:0, 2:1, 0:0) Spielbericht | Salawat Julajew Ufa A. Pereschogin (29:25) | Vaillant Arena, Davos Zuschauer: 7'146 |